# Tào Cung công
Tào Cung công (chữ Hán: 曹共公; trị vì: 652 TCN-618 TCN), tên thật là Cơ Tương (姬襄), là vị vua thứ 16 của nước Tào – chư hầu nhà Chu trong lịch sử Trung Quốc.
Tào Cung công là con của Tào Chiêu công – vua thứ 15 nước Tào. Năm 653 TCN, Tào Chiêu công mất, Cơ Tương lên nối ngôi, tức là Tào Cung công.

## Quan hệ với nước Tề
Năm 646 TCN, nước Sở đánh nước Từ. Tào Cung công theo Tề Hoàn công và các đại phu chư hầu đi đánh nước Lệ là đồng minh của Sở để cứu Từ. Cuối cùng do nước Tề chần chừ, quân Sở đánh bại quân nước Từ.
Năm 644 TCN, Tào Cung công đi hội chư hầu do Tề Hoàn công làm chủ ở đất Hoài.
Năm 643 TCN, Tề Hoàn công mất, các công tử tranh nhau ngôi, công tử trưởng Vô Khuy tự lập làm vua, thế tử Chiêu chạy sang nước Tống xin giúp. Tống Tương công bèn kêu gọi các nước Tào, Vệ, Chu hợp binh đánh Tề. Tào Cung công hưởng ứng mang quân trợ giúp đưa thế tử Chiêu về nước. Liên quân Tống đánh bại quân Tề, Vô Khuy bị giết. Tống Tương công lập thế tử Chiêu làm vua, tức là Tề Hiếu công.

## Quan hệ với nước Tống
Năm 641 TCN, Tào Cung công đi dự hội chư hầu do Tống Tương công làm chủ. Tống Tương công tàn bạo bắt giam Đằng Tuyên công và giết vua nước Tắng khiến nhiều người bất bình.
Hành động của Tống Tương công khiến nước Tào cũng bất bình, Tào Cung công bỏ không thần phục Tống. Tống Tương công bèn mang quân vây nước Tào nhưng không thắng được.

## Quan hệ với nước Tấn
Năm 637 TCN, công tử Trùng Nhĩ nước Tấn chạy lưu vong từ nước Tề qua nước Tào. Tào Cung công nghe nói Trùng Nhĩ có quý tướng: 2 xương sườn dính nhau, muốn nhân lúc Trùng Nhĩ tắm đòi xem xương sườn Trùng Nhĩ. Đại phu nước Tào là Hi Phụ Cơ can Tào Cung công không nên làm như vậy nhưng ông không nghe. Vì việc đó Trùng Nhĩ rất giận Tào Cung công. Hi Phụ Cơ tự mình chu cấp cho Trùng Nhĩ và tiễn lên đường.
Năm 636 TCN, Trùng Nhĩ trở về nước Tấn làm vua, tức là Tấn Văn công. Tào là chư hầu của nước Sở nên năm 632 TCN, Tấn Văn công mang quân tấn công nước Tào, vừa để báo thù chuyện năm trước vừa để kéo quân Sở ra khỏi nước Tống là đồng minh của Tấn.
Tấn Văn công định mượn đường nước Vệ đánh Tào nhưng Vệ Thành công không cho, vì vậy vua Tấn chuyển sang đánh nước Vệ, đánh chiếm thành Ngũ Lộc. Vệ Thành công phải bỏ chạy ra đất Tương Ngưu. Quân Tấn tiến sang vây hãm nước Tào trong 3 tháng. Tào Cung công cố chống cự nhưng không nổi, cuối cùng thành bị hạ, ông bị quân Tấn bắt sống. Hơn 300 đại phu nước Tào bị quân Tấn bắt giết. Riêng Hi Phụ Cơ có ơn chu cấp cho Văn công nên được tha.
Theo kế của Tiên Chẩn, Tấn Văn công bắt nước Tào và nước Vệ cắt đất cho nước Tống khiến Sở Thành vương phải giải vây Tống sang cứu Tào và Vệ. Tướng Sở là Thành Đắc Thần giải vây nước Tống tiến sang đối đầu với quân Tấn. Thành Đắc Thần sai sứ là Uyển Xuân đến gặp Tấn Văn công, đề nghị phục ngôi cho vua Tào và vua Vệ thì quân Sở sẽ thôi đánh Tống. Tấn Văn công bắt giữ Uyển Xuân, không đàm phán với Đắc Thần, lại sai người ngầm giao hẹn với Vệ Thành công và Tào Cung công sẽ phục ngôi cho hai người nếu họ tuyệt giao với nước Sở. Tào Cung công và Vệ Thành công chấp nhận làm theo Tấn Văn công, tuyệt giao với nước Sở.
Thành Đắc Thần thấy hai chư hầu Tào, Vệ tuyệt giao Sở để theo Tấn, nổi giận thúc quân đánh Tấn. Quân Tấn đánh bại quân Sở ở Thành Bộc. Từ đó Tấn trở thành bá chủ chư hầu. Tào Cung công quy phục nước Tấn, tham dự những lần Tấn hội chư hầu.

## Qua đời
Năm 618 TCN, Tào Cung công qua đời. Ông ở ngôi được 35 năm. Con ông là Cơ Thọ lên nối ngôi, tức là Tào Văn công.